# 녹양역 스카이59
녹양역 스카이59(영어: Nogyang Station Sky 59)는 대한민국 경기도 의정부시 가능동에 분양 중인 마천루 단지이다.

## 같이 보기
- 대한민국의 마천루 목록
- 경기도의 마천루 목록
- 의정부시의 마천루 목록
- 녹양역 스카이59에서 명칭변경됨→ ( 의정부 랜드마크 2518가구) 녹양역 더씨엘59